# Atiba Hutchinson
Atiba Hutchinson, né le 8 février 1983 à Brampton en Ontario, est un joueur international canadien de soccer évoluant au poste de milieu défensif.

## Biographie

### Parcours en club
Atiba Hutchinson nait dans une famille trinidadienne de la banlieue de Toronto à Brampton. Il commence le soccer au Brampton Youth SC, puis en mars 2001, il est invité pour un essai en Allemagne avec le Schalke 04. Il commence sa carrière professionnelle lors la saison 2002 en jouant brièvement avec les Shooters de York Region de la Ligue canadienne de soccer avant de signer avec les Lynx de Toronto de la A-League à la mi-saison, le 26 juillet, et a joué les quatre derniers matchs de la saison.
En janvier 2003, il signe avec Östers IF, le promu en Allsvenskan. Il a inscrit six buts en championnat pour Öster lors de la saison 2003. Le club est relégué à la fin de saison, il reçoit une offre de transfert d'un montant estimé à 1,32 million £ de la part de Helsingborgs et signe un contrat avec Helsingborgs IF en janvier 2004. Après deux très bonnes saisons à Helsingborgs, il quitte la Suède pour rejoindre le Danemark. En janvier 2006, il signe un contrat avec le FC Copenhague qui évolue en Superliga. À la fin de la saison 2009-2010, il est nommé joueur de l'année de Superliga. Ce prix est remis le 15 novembre 2010 par Franz Beckenbauer lors de la cérémonie annuelle de remise des prix de la Fédération danoise de football. C'est le premier canadien à avoir remporté ce prix.
Le 22 avril 2010, il signe un contrat de trois ans avec le PSV Eindhoven. Il fait ses débuts sur le PSV lors d'une victoire à domicile 6-0 contre De Graafschap le 14 août. Quatre jours plus tard, il fait ses débuts européens lors d'une surprenante défaite 1-0 au match aller face au Sibir Novossibirsk en Ligue Europa. Cependant, le PSV gagne le match retour 5-0, se qualifiant pour le prochain tour de la compétition. Il marque son premier but le 23 janvier 2011, lors d'une victoire à l'extérieur de 3-0 contre le VVV Venlo. Puis, il a entamé la saison 2010-2011 en en tant que défenseur. Cependant, avec le transfert d'Ibrahim Afellay au FC Barcelone à la mi-saison, il a pu retrouver sa position de milieu central.
Il a été contraint de rater le début de la saison 2011-2012 d'Eredivisie en raison de sa blessure au genou contractée lors la Gold Cup. Après avoir raté les deux premiers matches de la saison, il a effectué son retour dans le groupe le 21 août 2011, et remplace en deuxième période Zakaria Labyad contre l'ADO La Haye (victoire 3-0). Quelques semaines plus tard, il s'est blessé au genou lors des éliminatoires de la Coupe du monde de 2014 contre Sainte-Lucie, l'obligeant à subir sa troisième opération au genou en 18 mois. Malgré cela, il participe à la finale de la Coupe des Pays-Bas contre Heracles Almelo (victoire 3-0), il remporte son premier trophée avec le PSV. La saison suivante, il remporte son deuxième trophée, la Supercoupe des Pays-Bas face à l'Ajax Amsterdam (victoire 4-2).
Souhaitant de signer pour une équipe de Premier League pour la saison suivante. Finalement, le 30 juillet 2013, il signe un contrat avec le Beşiktaş JK, évoluant en Süper Lig. Il marque son premier but avec Beşiktaş le 23 mars 2014 lors d'une victoire 3 à 0 contre Akhisar Belediyespor. Après avoir raté le match aller du barrage de la Ligue des champions 2014-2015, il a réalisé une performance remarquable face à Arsenal. Arsène Wenger a déclaré qu'il était le joueur le plus impressionnant de Beşiktaş ; le match s'est terminé sur une défaite de 1-0 pour les Turcs. Lors de la saison 2015-2016 de Süper Lig, il remporte son premier championnat avec Beşiktaş, et la saison suivante, il remporte une nouvelle fois le championnat.
En mai 2023, le Beşiktaş JK annonce que la saison 2022-2023 est la dernière pour Atiba Hutchinson au club. Il dispute sa dernière rencontre avec les Aigles noirs le 3 juin de la même année et inscrit un but sur pénalty dans une victoire 5-2 face au Kasımpaşa SK.

### Parcours en sélection
En février 2001, Atiba Hutchinson participe au Championnat de la CONCACAF des moins de 20 ans avec l'équipe du Canada des moins de 20 ans. Lors de ce tournoi, il dispute trois rencontres. Il participe à la Coupe du monde des moins de 20 ans de 2001, compétition organisée en Argentine. Lors du mondial junior, il joue deux matchs. Le Canada est éliminée au premier tour du mondial. Puis, en novembre 2002, il participe à son second Championnat de la CONCACAF des moins de 20 ans (il dispute trois rencontres). Puis, il participe à la Coupe du monde des moins de 20 ans de 2003, compétition organisée aux Émirats arabes unis. Lors du mondial junior, il joue cinq matchs. Le Canada est éliminée en quarts de finale par l'Espagne.
Le 18 janvier 2003, il honore sa première sélection contre les États-Unis en match amical. Il commence la rencontre comme titulaire, et le match se solde par une défaite de 4-0 des Canadiens. Puis, en juillet 2003, il fait partie des 18 appelés par le sélectionneur national Holger Osieck pour la Gold Cup 2003. Lors de ce tournoi, il dispute deux rencontres. Le Canada est éliminée au premier tour. Puis, il a disputé à trois autres Gold Cup (en 2005, 2007 et 2009). Lors de la Gold Cup 2011, il se blesse au genou après la défaite de 2-0 contre les États-Unis. Il loupera le reste du tournoi.
En octobre 2018, Atiba Hutchinson a indiqué qu'il envisageait de se retirer de l'équipe nationale après la Gold Cup 2019. Le 30 mai 2019, il fait partie des 23 appelés par le sélectionneur national John Herdman pour la Gold Cup 2019. Lors de cette compétition, il joue trois matchs. Le Canada s'incline en quart de finale face à Haïti.
Le 16 novembre 2021, à l'occasion du match Canada-Mexique (2-1), comptant pour les éliminatoires de la Coupe du monde 2022 disputé à Edmonton, il célèbre sa 90e sélection en équipe nationale et dépasse surtout par la même occasion le record de Julián de Guzmán, qui était le joueur le plus capé de l'histoire de la sélection Canadienne,.
Le 13 novembre 2022, il est sélectionné par John Herdman pour participer à la Coupe du monde 2022. Il est le plus vieux joueur de champ sélectionné pour la compétition.

## Statistiques

### Statistiques détaillées
| Saison                | Club                  | Championnat           | Championnat | Championnat | Coupe(s) nationale(s) | Coupe(s) nationale(s) | Supercoupe | Supercoupe | Compétition(s) continentale(s) | Compétition(s) continentale(s) | Compétition(s) continentale(s) | Canada | Canada | Total | Total |
| Saison                | Club                  | Division              | M.          | B.          | M.                    | B.                    | M.         | B.         | Comp.                          | M.                             | B.                             | M.     | B.     | M.    | B.    |
| 2002                  | York Region Shooters  | CPSL                  | 2           | 0           | -                     | -                     | -          | -          | -                              | -                              | -                              | -      | -      | 2     | 0     |
| 2002                  | Lynx de Toronto       | A-League              | 4           | 0           | -                     | -                     | -          | -          | -                              | -                              | -                              | -      | -      | 4     | 0     |
| 2003                  | Östers IF             | Allsvenskan           | 24          | 6           | -                     | -                     | -          | -          | -                              | -                              | -                              | 4      | 0      | 28    | 6     |
| 2004                  | Helsingborgs IF       | Allsvenskan           | 24          | 0           | -                     | -                     | -          | -          | -                              | -                              | -                              | 7      | 1      | 31    | 1     |
| 2005                  | Helsingborgs IF       | Allsvenskan           | 25          | 6           | -                     | -                     | -          | -          | -                              | -                              | -                              | 7      | 1      | 32    | 7     |
| Sous-total            | Sous-total            | Sous-total            | 49          | 6           | -                     | -                     | -          | -          | -                              | -                              | -                              | 14     | 2      | 63    | 8     |
| 2005-2006             | FC Copenhague         | Ligaen                | 13          | 1           | 1                     | 0                     | -          | -          | -                              | -                              | -                              | 2      | 0      | 16    | 1     |
| 2006-2007             | FC Copenhague         | Ligaen                | 32          | 4           | -                     | -                     | -          | -          | C1                             | 10                             | 1                              | 9      | 1      | 51    | 6     |
| 2007-2008             | FC Copenhague         | Ligaen                | 31          | 8           | -                     | -                     | -          | -          | C1+C3                          | 4+6                            | 1+0                            | 7      | 0      | 48    | 9     |
| 2008-2009             | FC Copenhague         | Ligaen                | 33          | 6           | 3                     | 0                     | -          | -          | C3                             | 12                             | 2                              | 4      | 0      | 52    | 8     |
| 2009-2010             | FC Copenhague         | Ligaen                | 30          | 3           | 2                     | 0                     | -          | -          | C1+C3                          | 4+8                            | 0                              | 7      | 0      | 51    | 3     |
| Sous-total            | Sous-total            | Sous-total            | 139         | 22          | 6                     | 0                     | -          | -          | -                              | 44                             | 4                              | 29     | 1      | 218   | 27    |
| 2010-2011             | PSV Eindhoven         | Eredivisie            | 33          | 2           | 4                     | 0                     | -          | -          | C3                             | 13                             | 0                              | 7      | 1      | 57    | 3     |
| 2011-2012             | PSV Eindhoven         | Eredivisie            | 14          | 0           | 3                     | 0                     | -          | -          | C3                             | 4                              | 0                              | 4      | 0      | 25    | 0     |
| 2012-2013             | PSV Eindhoven         | Eredivisie            | 33          | 2           | 4                     | 0                     | 1          | 0          | C3                             | 6                              | 0                              | 6      | 0      | 50    | 2     |
| Sous-total            | Sous-total            | Sous-total            | 80          | 4           | 11                    | 0                     | 1          | 0          | -                              | 23                             | 0                              | 17     | 1      | 132   | 5     |
| 2013-2014             | Beşiktaş JK           | Süper Lig             | 30          | 1           | 1                     | 0                     | -          | -          | C3                             | 2                              | 0                              | 3      | 1      | 36    | 2     |
| 2014-2015             | Beşiktaş JK           | Süper Lig             | 30          | 2           | 3                     | 0                     | -          | -          | C1+C3                          | 3+7                            | 0                              | 2      | 0      | 45    | 2     |
| 2015-2016             | Beşiktaş JK           | Süper Lig             | 34          | 2           | 3                     | 0                     | -          | -          | C3                             | 6                              | 0                              | 6      | 1      | 49    | 3     |
| 2016-2017             | Beşiktaş JK           | Süper Lig             | 28          | 1           | 1                     | 0                     | 1          | 0          | C1+C3                          | 6+5                            | 0+1                            | 2      | 0      | 43    | 2     |
| 2017-2018             | Beşiktaş JK           | Süper Lig             | 25          | 2           | 1                     | 0                     | 1          | 0          | C1                             | 7                              | 0                              | 1      | 0      | 35    | 2     |
| 2018-2019             | Beşiktaş JK           | Süper Lig             | 27          | 4           | 0                     | 0                     | -          | -          | -                              | -                              | -                              | 6      | 1      | 33    | 5     |
| 2019-2020             | Beşiktaş JK           | Süper Lig             | 30          | 6           | 1                     | 0                     | -          | -          | C3                             | 1                              | 0                              | -      | -      | 32    | 6     |
| 2020-2021             | Beşiktaş JK           | Süper Lig             | 36          | 4           | 3                     | 0                     | -          | -          | C1+C3                          | 1+0                            | 0                              | 1      | 0      | 41    | 4     |
| 2021-2022             | Beşiktaş JK           | Süper Lig             | 25          | 1           | 3                     | 1                     | 1          | 1          | C1                             | 4                              | 0                              | 12     | 2      | 45    | 5     |
| 2022-2023             | Beşiktaş JK           | Süper Lig             | 5           | 1           | 3                     | 0                     | -          | -          | -                              | -                              | -                              | 7      | 0      | 15    | 1     |
| Sous-total            | Sous-total            | Sous-total            | 270         | 24          | 19                    | 1                     | 3          | 1          | -                              | 42                             | 1                              | 40     | 5      | 374   | 32    |
| Total sur la carrière | Total sur la carrière | Total sur la carrière | 568         | 62          | 36                    | 1                     | 4          | 1          | -                              | 109                            | 5                              | 104    | 9      | 821   | 78    |

## Palmarès

### En club
FC Copenhague
- Champion du Danemark en 2006, 2007, 2009 et 2010
- Vainqueur de la Coupe du Danemark en 2009
- Vainqueur de la Royal League en 2006

 PSV Eindhoven
- Vainqueur de la Coupe des Pays-Bas en 2012
- Vainqueur de la Supercoupe des Pays-Bas en 2012

 Beşiktaş JK
- Champion de Turquie en 2016, 2017 et 2021
- Vainqueur de la Coupe de Turquie en 2021
- Vainqueur de la Supercoupe de Turquie en 2021

### Distinctions individuelles
- Joueur canadien de l'année en 2010[42], 2012[43], 2014[44], 2015[45], 2016[46] et 2017[47]
- Joueur de la saison en Superliga en 2010
- Meilleur joueur de l'année avec le FC Copenhague en 2010